# Viaje al infinito
 Viaje al infinito es una película en blanco y negro de Argentina dirigida por Armando Garbi sobre su propio guion con diálogos y colaboración en el encuadre de Wladimir Oxman, Luciano Saint Hilaire, Mario Savino y del propio Armando Garbi que se produjo entre los años 1955 y 1956 y nunca se estrenó comercialmente. Sus principales protagonistas son Armando Garbi, Sara Rudoy, Concepción Granata y Mario Savino.

## Sinopsis
Un exconvicto busca su rehabilitación.

## Reparto
- Armando Garbi
- Sara Rudoy
- Concepción Granata
- Mario Savino
- Morena Lynch
- Enrique Abela
- Víctor Bozzoli
- Manuel Saderman
- Francisco Raimundo
- Manuela Giusti

## Comentarios
Manrupe y Portela escriben:

”Un hombre vestido de Pierrot corriendo por la calle, un escafandrero loco rodeado de trajes de buzo…Extraño y maldito film-experimento de bajo presupuesto, entre lo surreal y el neorrealismo. Se exhibió en el ciclo de cine argentino inédito del Museo del Cine el 3-8-1984 y por televisión años después.”